# Heavens Edge (album)
Heavens Edge è il primo album degli Heavens Edge, pubblicato nel 1990 per l'Etichetta discografica Columbia Records. 

## Tracce
1. Intro
2. Play Dirty
3. Skin To Skin
4. Find Another Way
5. Up Against The Wall
6. Hold On To Tonight
7. Can't Catch Me
8. Bad Reputation
9. Daddy's Little Girl
10. Is That All You Want?
11. Come Play The Game
12. Don't Stop, Don't Go

## Lineup
- Mark Evans - voce
- Reggie Wu - chitarra
- Steven Parry - chitarra
- George "G.G." Guidotti - basso
- David Rath - batteria

### Altri musicisti
- Terry Brock - cori
- Larry Baud - cori
- Ray Koob - cori
- Mike French - cori
- Rob Rizzo - programmazione tastiere